# Stay with Me (Sam Smith)
Stay with Me è un singolo del cantautore britannico Sam Smith, pubblicato il 14 aprile 2014 come terzo estratto dal primo album in studio In the Lonely Hour. Il brano ha ricevuto tre candidature ai Grammy Awards 2015 come registrazione dell'anno, canzone dell'anno e miglior interpretazione pop solista, aggiudicandosi i primi due.
Il brano è stato accolto positivamente dalla critica musicale, ottenendo ampio successo commerciale occupando la prima posizione delle classifiche di Canada, Irlanda, Nuova Zelanda, Sudafrica e Regno Unito, divenendo il terzo brano a ottenere tale risultato nella Official Singles Chart. Negli Stati Uniti ha raggiunto la seconda posizione della Billboard Hot 100, venendo certificata disco di diamante dalla RIAA.

## Descrizione
Il brano, scritto dallo stesso cantante con James Napier, William Phillips, with additional credits to Tom Petty and Jeff Lynne, unisce il pop a elementi blues e soul con fraseggi gospel. Il cantante ha spiegato il processo di scrittura del brano e il suo significato:
Del brano ne è stata realizzata una versione in duetto con Mary J. Blige.

### Controversie
Nel febbraio 2015 il musicista statunitense Tom Petty e il musicista britannico Jeff Lynne sono stati accreditati come autori di Stay with Me a seguito di alcune comparazioni tra esso e la canzone di Petty del 1989 I Won't Back Down. Tom Petty ha dichiarato a Rolling Stone di non avere rimorsi nei confronti di Smith per l'accaduto.

## Video musicale
Il video, diretto da Jamie Thraves è stato girato a Northchurch Road, Londra.

## Classifiche

### Classifiche settimanali
| Classifica (2014-15) | Posizione massima |
| -------------------- | ----------------- |
| Australia            | 5                 |
| Austria              | 3                 |
| Belgio (Fiandre)     | 8                 |
| Belgio (Vallonia)    | 3                 |
| Canada               | 1                 |
| Danimarca            | 3                 |
| Finlandia            | 14                |
| Francia              | 6                 |
| Germania             | 11                |
| Italia               | 6                 |
| Lussemburgo          | 5                 |
| Norvegia             | 3                 |
| Nuova Zelanda        | 1                 |
| Paesi Bassi          | 3                 |
| Portogallo           | 67                |
| Regno Unito          | 1                 |
| Spagna               | 2                 |
| Stati Uniti          | 2                 |
| Svezia               | 4                 |
| Svizzera             | 6                 |

### Classifiche di fine anno
| Classifica (2014) | Posizione |
| ----------------- | --------- |
| Australia         | 8         |
| Austria           | 44        |
| Belgio (Fiandre)  | 35        |
| Belgio (Vallonia) | 58        |
| Canada            | 8         |
| Danimarca         | 10        |
| Germania          | 35        |
| Irlanda           | 9         |
| Italia            | 25        |
| Nuova Zelanda     | 5         |
| Paesi Bassi       | 5         |
| Regno Unito       | 7         |
| Stati Uniti       | 10        |
| Svezia            | 10        |
| Svizzera          | 20        |